# 29. březen
29. březen je 88. den roku podle gregoriánského kalendáře (89. v přestupném roce). Do konce roku zbývá 277 dní. Svátek má Taťána.

## Události

### Česko
- 1372 – Zasvěcení Emauzského kláštera.
- 1892 – Žatecký rodák, Němec Josef Lippert, začíná na pražské třídě Na Příkopech pod svým jménem provozovat později proslulé lahůdkářství.
- 1896 – Na Císařské louce se uskutečnilo poprvé pražské derby Sparta–Slavia. Sparta zvítězila 1:0.
- 1899 – V lese mezi Malou Věžnicí a Polnou byla zavražděna Anežka Hrůzová. Z činu byl obviněn Leopold Hilsner ze židovského ghetta v Polné, načež vypukla tzv. hilsneriáda.
- 1906 – V mladoboleslavské společnosti Laurin & Klement byla ukončena tři týdny trvající stávka poté, co Václav Klement přistoupil na většinu požadavků odborové organizace ohledně pracovní doby a mezd.
- 1939 – GŘSD začíná přepracovávat projekt Národní dálnice podle vzoru říšských dálnic (zvýšení návrhové rychlosti ze 120 na 160 km/h znamená mj. výrazné zlepšení sklonových a rozměrových poměrů, rozšíření vozovky a zmírnění oblouků i horizontů).
- 1945 – V Moskvě skončilo jednání zástupců československých politických stran (KSČ, lidové, národně socialistické, sociálně demokratické, KSS a slovenské Demokratické strany) o budoucím vládním programu.
- 1953 – Ministr národní obrany Alexej Čepička vydal rozkaz k zavedení automobilu Praga V3S do výzbroje ČSLA pod názvem „Automobil nákladní terénní 3 t (V3S)“.
- 1990 – Pomlčková válka o název republiky ve Federálním shromáždění. Po několika jednáních schválilo shromáždění název Česko-slovenská federativní republika.
- 2006 – První výskyt tzv. ptačí chřipky v Česku. Labuť s tímto onemocněním zjistili veterinární lékaři v Hluboké nad Vltavou.

### Svět
- 1430 – Osmanská říše Murada II. obsadila a získala Tesaloniku od benátské republiky
- 1461 – V bitvě u Towtonu porazil vévoda Edward z Yorku vojsko anglické královny Markéty z Anjou a stal se tak anglickým králem Eduardem IV.
- 1549 – Založeno město Salvador da Bahia, první hlavní město Brazílie.
- 1638 – Anglický král Karel II. akceptoval požadavek zákazu římsko-katolického náboženství
- 1871 – V Londýně otevřena Royal Albert Hall.
- 1875 – Došlo k erupci stratovulkánu Askja.
- 1941 – Skončila bitva u Matapanu.
- 1943 – Němci otevřeli první hrob na místě Katyňského masakru, ve kterém bylo asi 600 mrtvých důstojníků.
- 1951 – Američtí komunisté Julius a Ethel Rosenbergovi byli odsouzeni za spiknutí špionáže o atomové bombě a předání výsledků Sovětskému Svazu.
- 1959 – Československá premiéra jedné z nejslavnějších filmových komedií Někdo to rád horké.
- 1966 – Leonid Brežněv se stal prvním tajemníkem KSSS.
- 1974
  - V čínské provincii Šen-si objevili místní rolníci, kopající studnu, terakotovou armádu.
  - Americká kosmická sonda Mariner 10 se poprvé přiblížila k Merkuru a odeslala na Zemi sérii obrázků ve viditelném, infračerveném i ultrafialovém spektru.
- 1976 – Český režisér Miloš Forman získal Oscara v kategorii Nejlepší režie za film Přelet nad kukaččím hnízdem (1975) v rámci 48. ročníku udílení cen americké Akademie filmového umění a věd za rok 1975.
- 1976 – Prezidentem Argentiny se stal diktátor Jorge Rafael Videla.
- 2004 – Bulharsko, Estonsko, Litva, Lotyšsko, Rumunsko, Slovensko a Slovinsko se staly členy NATO.
- 2010 – Sebevražedné bombové útoky v moskevském metru.

## Narození

### Česko

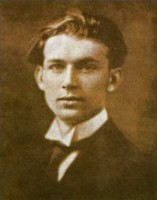
Jiří Wolker (* 1900)

- 1797 – František Preiss, jihlavský malíř († 2. března 1842)
- 1830 – František Černý, český hudební skladatel († 18. dubna 1900)
- 1831 – František Ržiha, vynálezce a zakladatel tunelového stavitelství († 22. června 1897)
- 1832 – Julius Mařák, český malíř – krajinář († 8. října 1899)
- 1837 – Jakub Husník, český malíř († 26. března 1916)
- 1845 – Antonín Lewý, český malíř († 28. září 1897)
- 1855 – Robert von Weinzierl, severočeský archeolog a přírodovědec († 9. června 1909)
- 1879 – Josef Matějka, český spisovatel († 31. července 1909)
- 1886 – Emil Hanzelka, zakladatel Lašského muzea v Kopřivnici a řady dalších spolků († 1973)
- 1891 – Oldřich Hilmera, český sbormistr a hudební skladatel († 6. října 1948)
- 1894 – Franz Planer, americký filmový kameraman českého původu († 10. ledna 1963)
- 1900
  - Heinrich Kulka, architekt († 9. května 1971)
  - Jiří Wolker, český básník († 3. ledna 1924)
- 1902 – Martin Frič, český filmový scenárista, herec, režisér a pedagog († 26. srpna 1968)
- 1911 – Vladimír Hawlík, varhaník a skladatel († 18. prosince 1993)
- 1913 – Jiří Weiss, režisér († 10. dubna 2004)
- 1916 – Kamil Běhounek, swingový akordeonista a skladatel († 19. prosince 1983)
- 1918 – Anna Siebenscheinová, česká překladatelka († 13. února 2006)
- 1923 – Jan Richter, československý hokejový reprezentant († 25. července 1999)
- 1924 – Milan Weiner, československý rozhlasový novinář a publicista, účastník boje o rozhlas v roce 1968 († 25. února 1969)
- 1930 – Erich Václav, český lesník († 26. srpna 2018)
- 1933 – Matylda Šínová-Matoušková, československá gymnastka, bronzová medailistka z OH 1952
- 1936 – Karel Pacner, český publicista a spisovatel literatury faktu († (7. dubna 2021)
- 1939 – Jan Mrvík, veslař, bronzový olympionik († 27. května 2023)
- 1945 – Jan Bobrovský, československý basketbalista, trenér a sportovní funkcionář
- 1951 – Miroslav Jakeš, český polární cestovatel a průvodce
- 1954 – Petr Widimský, český lékař, kardiolog
- 1956
  - Jan Kadlec, tanečník, sólista baletu († 30. listopadu 2023)
  - Josef Novotný volejbalsita
- 1961 – Jan Kohout, český diplomat
- 1977 – Miloslav Rozner, manažer a politik
- 1978 – Vladimír Vokál, český publicista
- 1982 – Hana Skalníková, plážová volejbalistka
- 1987 – Zbyněk Drda, zpěvák
- 1988 – Marek Suchý, fotbalista
- 1993 – Patrik Bartošák, hokejový brankář

### Svět

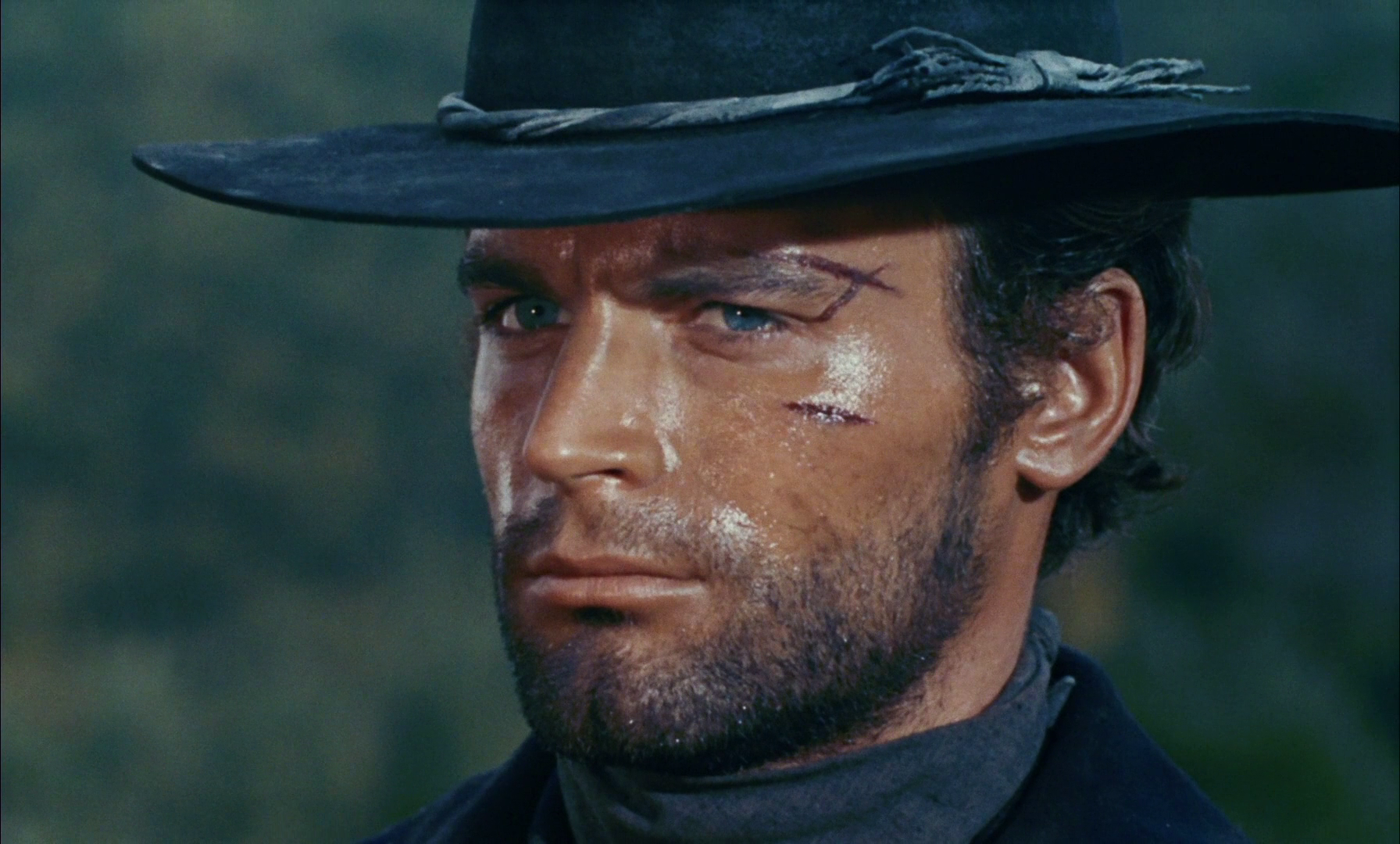
Terence Hill (* 1939)

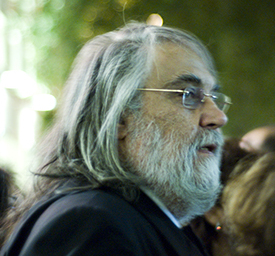
Vangelis (* 1943)

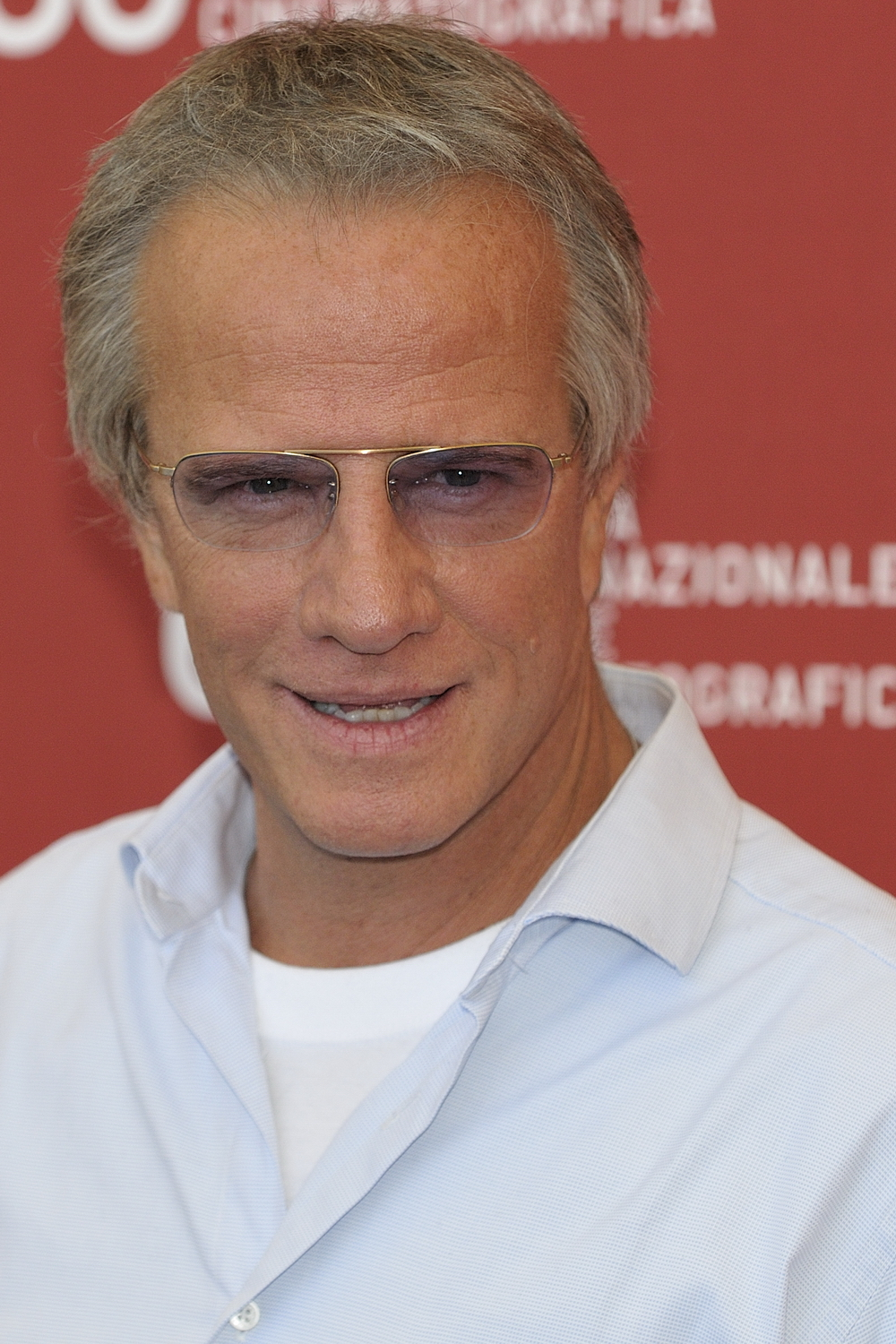
Christopher Lambert (* 1957)

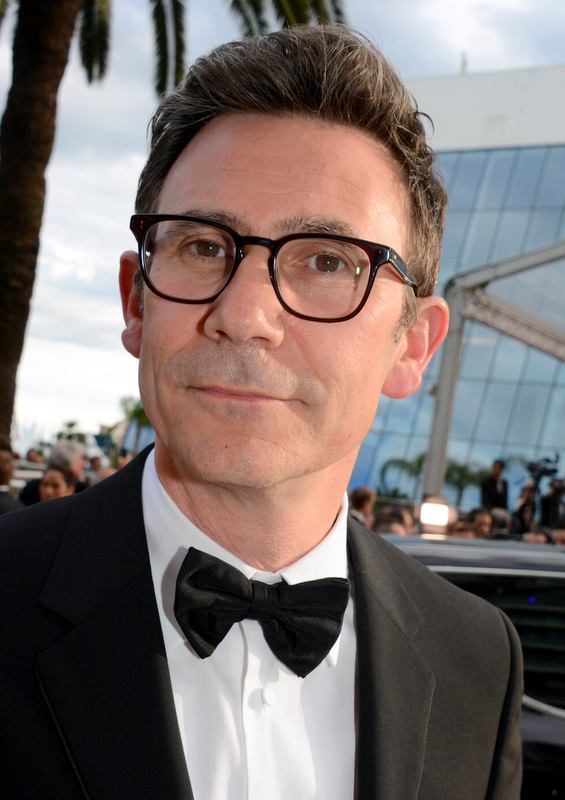
Michel Hazanavicius (* 1967)

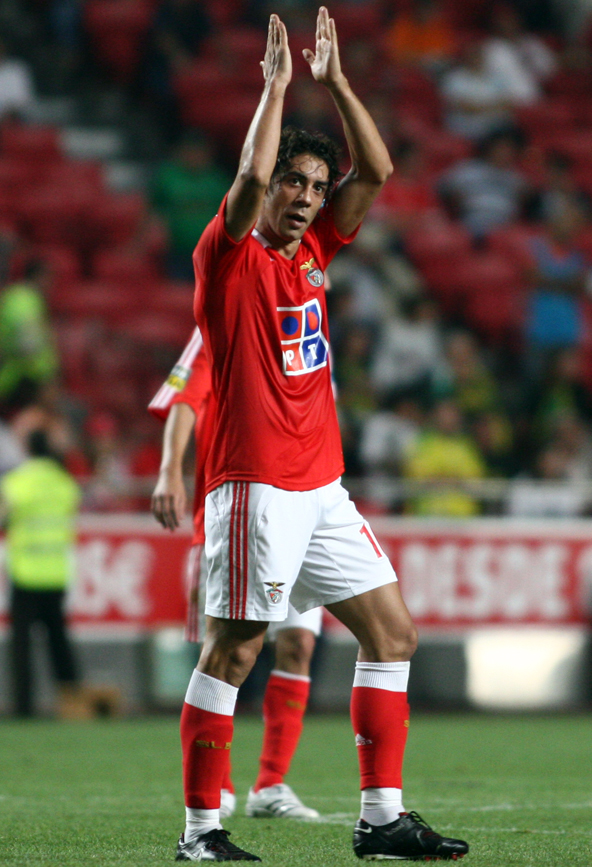
Rui Costa (* 1972)

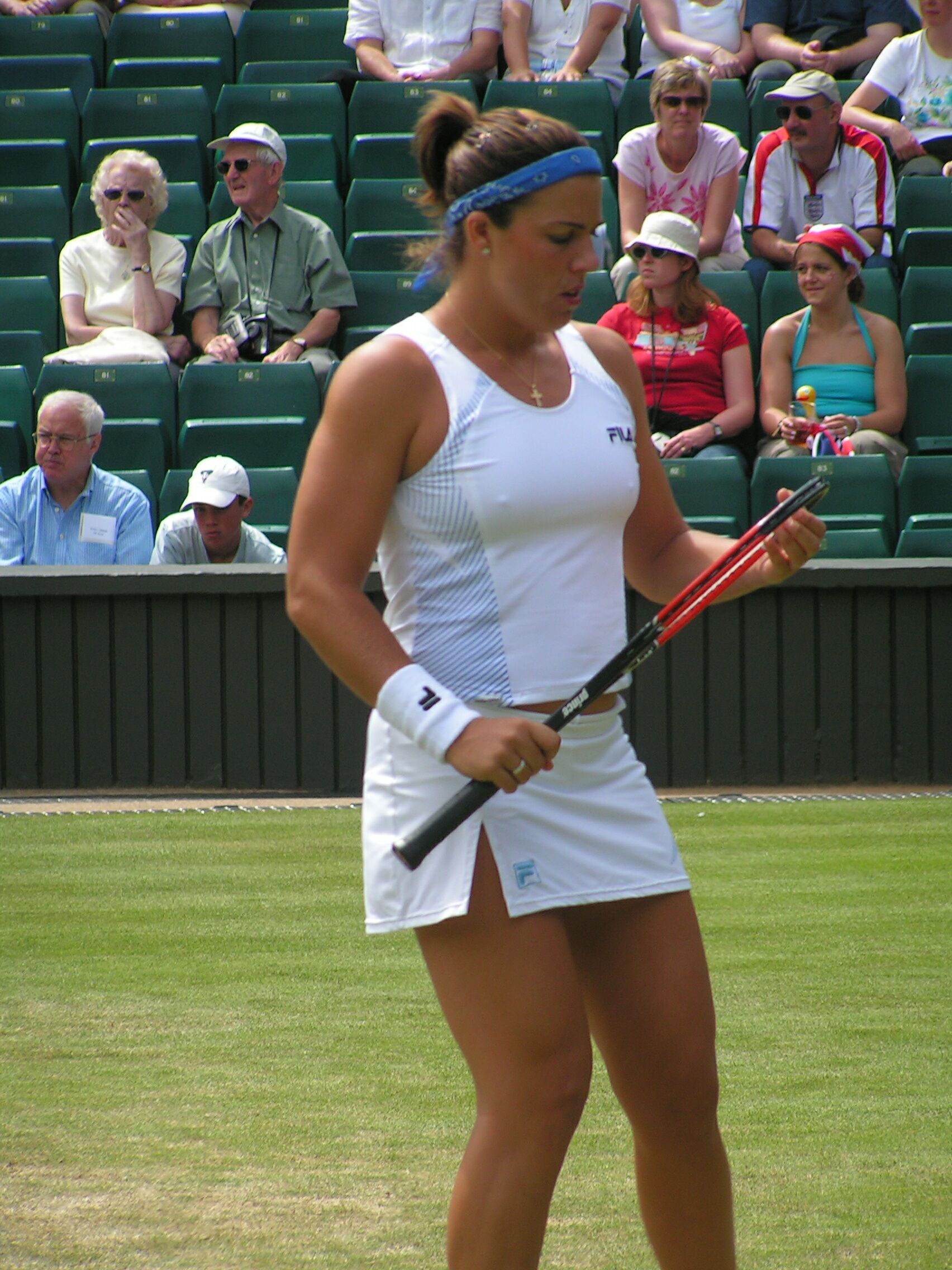
Jennifer Capriati (* 1976)

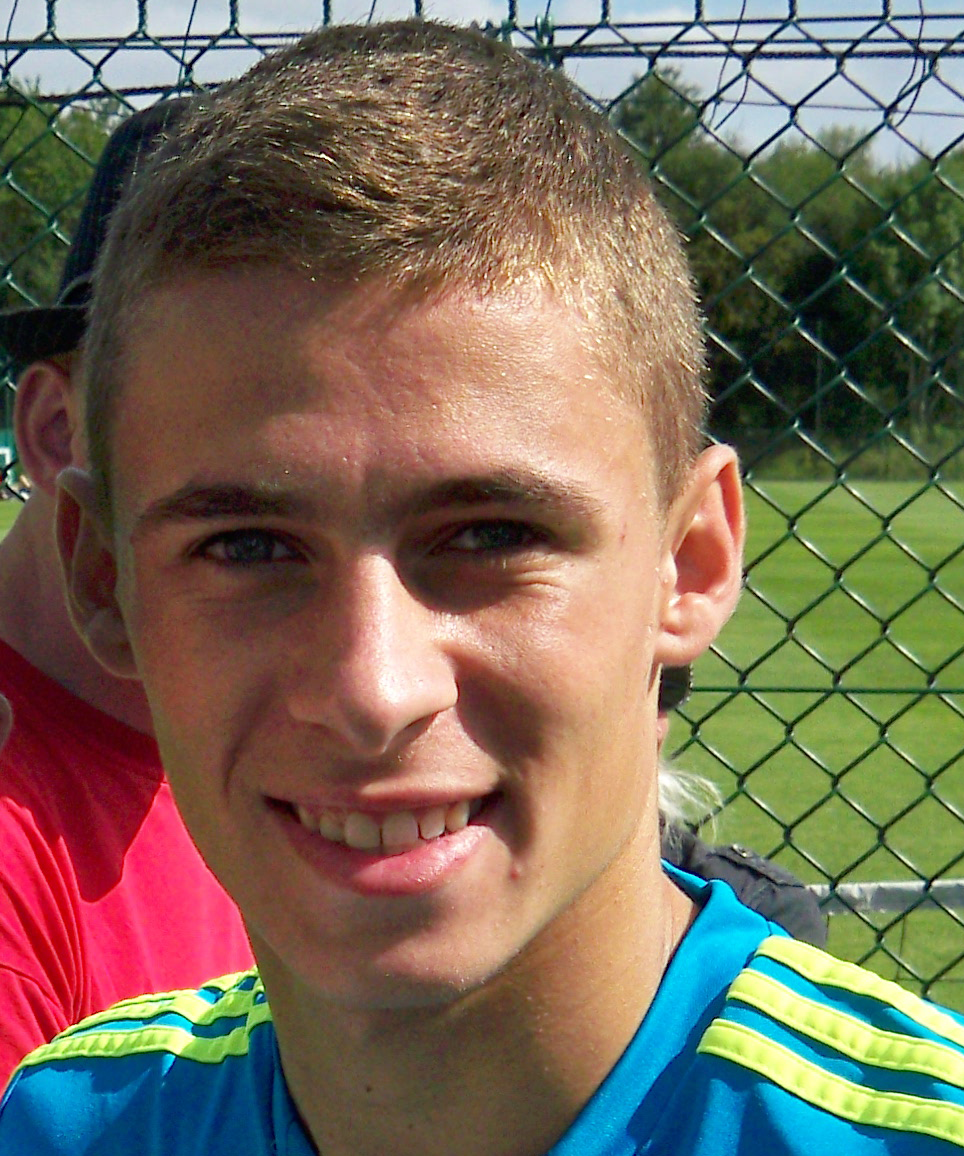
Thorgan Hazard (* 1993)

- 1187 – Artur I. Bretaňský, bretaňský vévoda, následník anglického trůnu († 3. dubna 1203)
- 1507 – Jindřich II. Minsterberský, šlechtic z minsterberské větve pánů z Poděbrad († 2. srpna 1548)
- 1690 – John Montagu, 2. vévoda z Montagu, britský generál a šlechtic († 5. července 1749)
- 1746 – Carlo Buonaparte, otec Napoleona Bonaparte († 24. února 1785)
- 1769 – Nicolas Jean de Dieu Soult, francouzský politik († 26. listopadu 1851)
- 1788
  - Karel Maria Isidor Bourbonský, španělský infant zmámý jako „Don Carlos“ († 10. března 1855)
  - Gaetano Baluffi, italský kardinál († 11. listopadu 1866)
- 1790 – John Tyler, americký prezident († 18. ledna 1862)
- 1799 – Edward Smith-Stanley, britský státník († 23. října 1869)
- 1805 – Eugène Schneider, francouzský průmyslník († 27. listopadu 1875)
- 1816 – Cchulthim Gjamccho, 10. tibetský dalajlama († 1837)
- 1819 – Isaac Mayer Wise, americký reformní rabín, redaktor a spisovatel († 26. března 1900)
- 1832 – Theodor Gomperz, rakouský filozof a klasický filolog († 29. srpna 1912)
- 1841 – Max Fleischer, rakouský architekt († 8. prosince 1905)
- 1853 – Elihu Thomson, americký vynálezce († 13. března 1937)
- 1865 – Antoni Listowski, polský generál († 13. září 1927)
- 1868 – Selwyn Edge, britský automobilový závodník australského původu († 12. února 1940)
- 1873 – Tullio Levi-Civita, italský matematik († 29. prosince 1941)
- 1874 – Lou Hooverová, manželkou 31. prezidenta USA Herberta Hoovera († 7. ledna 1944)
- 1880 – Lord Moyne, britský státník, vlastník pivovaru Guinness († 6. listopadu 1944)
- 1881 – Raymond Hood, americký architekt († 14. srpna 1934)
- 1885 – Dezső Kosztolányi, maďarský spisovatel († 3. listopadu 1936)
- 1889 – Warner Baxter, americký herec († 7. května 1951)
- 1892 – József Mindszenty, arcibiskup ostřihomský, politický vězeň nacismu i komunismu († 6. května 1975)
- 1893 – Dora de Houghton Carrington, britská malířka († 11. března 1932)
- 1895 – Ernst Jünger, německý spisovatel († 17. února 1998)
- 1896 – Wilhelm Friedrich Ackermann, německý matematik a filosof († 24. prosince 1962)
- 1899 – Lavrentij Pavlovič Berija, sovětský politik († 23. prosince 1953)
- 1900 – John McEwen, premiér Austrálie († 20. listopadu 1980)
- 1902
  - Marcel Aymé, francouzský spisovatel a dramatik († 14. října 1967)
  - William Walton, anglický skladatel († 8. března 1983)
- 1906 – James Bausch, americký olympijský vítěz v desetiboji († 8. července 1974)
- 1910 – Karol Badáni, slovenský herec a divadelní režisér († 30. září 1970)
- 1912 – Hanna Reitschová, německá zkušební pilotka († 24. srpna 1979)
- 1917 – Gwyn Jones, velšský fyzik († 3. července 2006)
- 1918 – Sam Walton, americký obchodník, zakladatel obchodního řetězce Walmart († 5. dubna 1992)
- 1926 – Moše Sanbar, guvernér izraelské centrální banky († 1. října 2012)
- 1927 – John Vane, anglický farmakolog a biochemik, Nobelova cena 1982 († 19. listopadu 2004)
- 1929 – Lennart Meri, estonský spisovatel († 14. března 2006)
- 1931 – Alexej Alexandrovič Gubarev, sovětský kosmonaut († 21. února 2015)
- 1934 – Delme Bryn-Jones, velšský operní pěvec – barytonista († 25. května 2001)
- 1936
  - Richard Rodney Bennett, anglický hudební skladatel († 24. prosince 2012)
  - Judith Guestová, americká spisovatelka
- 1937 – Barry Jackson, britský herec († 5. prosince 2013)
- 1938
  - Laco Déczi, slovenský jazzový trumpetista, hudební skladatel a malíř
  - Manuel Monteiro de Castro, portugalský kardinál
- 1939 – Terence Hill, italsko-americký herec
- 1940
  - Heinz Ludwig Arnold, německý publicista († 1. listopadu 2011)
  - Astrud Gilberto, brazilská zpěvačka
- 1941
  - James Lauritz Reveal, americký botanik († 9. ledna 2015)
  - Joseph Hooton Taylor, americký radioastronom
- 1942 – Herman Rigelnik, slovinský ekonom a politik
- 1943
  - Eric Idle, britský komik, jeden z šesti členů komediální skupiny Monty Python.
  - John Major, britský politik
  - Vangelis, řecký instrumentalista a hudební skladatel († 17. května 2022)
  - Alexandr Viktorenko, sovětský kosmonaut
- 1944 – Terry Jacks, kanadský zpěvák a skladatel
- 1946
  - Walter Pfeiffer, švýcarský grafik a fotograf
  - Robert J. Shiller, americký ekonom, nositel Nobelovy ceny za ekonomii
- 1947 – Robert Gordon, americký rockabilly zpěvák a herec († 18. října 2022)
- 1949
  - Israel Finkelstein, izraelský archeolog
  - Michael Brecker, americký jazzový saxofonista a skladatel († 13. ledna 2007)
- 1950 – Mory Kanté, guinejský zpěvák a hráč na koru († 22. května 2020)
- 1951
  - Roger Myerson, americký ekonom, nositel Nobelovy ceny
  - Nick Ut, vietnamsko-americký fotograf
- 1952 – Rainer Bonhof, německý fotbalista
- 1955
  - Brendan Gleeson, irský filmový herec
  - Marina Sirtisová, britská divadelní a filmová herečka
- 1957 – Christopher Lambert, americko-francouzský herec
- 1958 – Nouriel Roubini, americký ekonom
- 1960
  - Marina Sirtisová, britská herečka
  - Jo Nesbø, norský spisovatel
- 1961 – Matt Letley, britský bubeník
- 1963 – Elle Macpherson, supermodelka a herečka z Austrálie
- 1965 – Jenni Muldaur, americká zpěvačka
- 1967 – Michel Hazanavicius, francouzský režisér
- 1968 – Lucy Lawless, novozélandská herečka a zpěvačka
- 1972 – Rui Costa, portugalský fotbalista
- 1973
  - Maurice Whitfield, český basketbalista amerického původu
  - Brandi Love, americká pornoherečka
- 1976 – Jennifer Capriati, americká tenistka
- 1983
  - Yusuf Saad Kamel, bahrajnský atlet
  - Ed Skrein, britský herec
- 1985 – Maxim Lapierre, kanadský lední hokejista
- 1986
  - Romina Oprandiová, italská tenistka
  - Ivan Uchov, ruský skokan do výšky
- 1987 – Chris Ashton, anglický ragbista
- 1991
  - N'Golo Kanté, francouzský fotbalista
  - Matías Moroni, argentinský ragbista
- 1993 – Thorgan Hazard, belgický fotbalista

## Úmrtí

### Česko

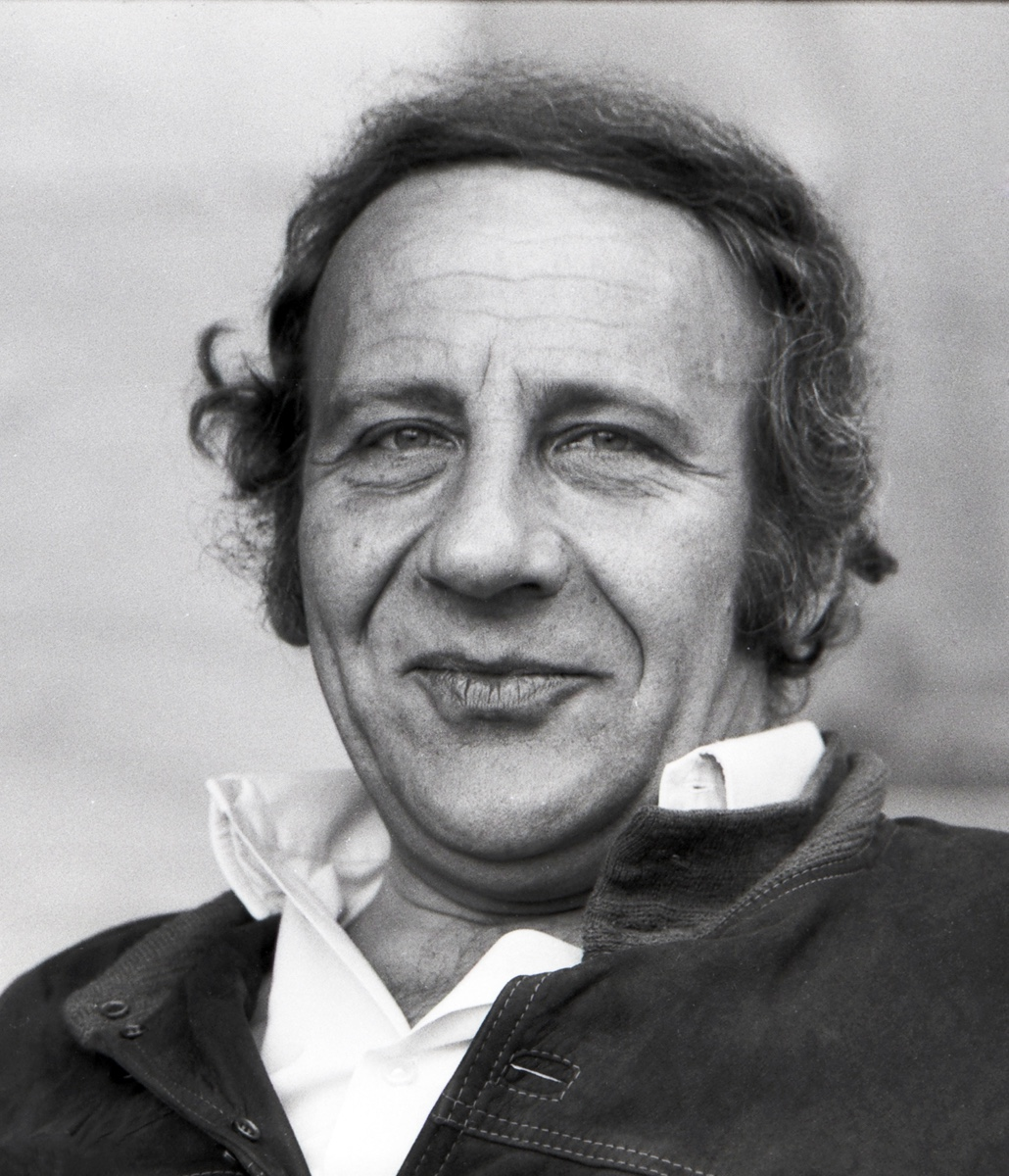
Miroslav Moravec († 2009)

- 1564 – Martin Kuthen ze Šprinsberku, český humanistický spisovatel (* ? 1510)
- 1588 – Florián Gryspek, český šlechtic (* 18. prosince 1504)
- 1832 – Antonín Borový, skladatel (* 12. června 1755)
- 1891 – Marie Riegrová-Palacká, česká filantropka (* 18. dubna 1833)
- 1896 – Josef Rank, rakouský spisovatel (* 10. června 1816)
- 1899 – Anežka Hrůzová, švadlena a oběť vraždy (* 16. dubna 1879)
- 1900 – František Pluskal Moravičanský, lékař, přírodovědec historik a spisovatel (* 29. ledna 1811)
- 1915 – Josef Štěpánek, historik a spisovatel (* 7. června 1842)
- 1921 – Karel Pippich, český právník, sokolský a kulturní činitel (* 21. dubna 1849)
- 1931 – Kuneš Sonntag, československý politik (* 19. února 1878)
- 1933 – Eduard Koerner, právník a politik (* 6. srpna 1863)
- 1939 – Ferdinand Vaněk, malíř a vlastivědný pracovník (* 19. prosince 1849)
- 1940 – Karel Herfort, zakladatel české dětské psychiatrie (* 8. srpna 1871)
- 1944 – Leopold Procházka, jeden z prvních českých buddhistů (* 23. listopadu 1879)
- 1950 – Karel Šourek, malíř, typograf, scénograf, výtvarný kritik a historik umění (* 28. července 1909)
- 1954 – Fridolín Macháček, plzeňský muzeolog, archivář a historik (* 20. března 1884)
- 1965 – Vilém Pavlík, biskup starokatolické církve a politik (* 22. dubna 1908)
- 1966 – Ignác Josef Preiss, kněz, žatecký děkan (* 20. března 1870)
- 1972 – František Bílek, český hipolog (* 16. prosince 1885)
- 1974 – Karel Polata, hudební skladatel a dirigent (* 25. listopadu 1914)
- 1984 – Aleš Černý, malíř (* 10. listopadu 1920)
- 1985
  - Karel Šmíd, malíř, výtvarný pedagog, textař a hudební skladatel (* 23. prosince 1914)
  - Hana Volavková, česká historička umění, první ředitelka Židovského muzea v Praze (* 9. května 1904)
- 2007 – Karel Solařík, malíř (* 27. února 1915)
- 2009 – Miroslav Moravec, český herec (* 6. ledna 1939)
- 2010
  - Zdeněk Pešat, český literární vědec, historik a estetik (* 4. listopadu 1927)
  - Petr Příhoda, právník, člen Nejvyššího správního soudu (* 1942)
- 2012 – Ladislav Schmied, astronom (* 22. června 1927)
- 2014 – Oldřich Škácha, český dokumentární fotograf (* 16. října 1941)

### Svět

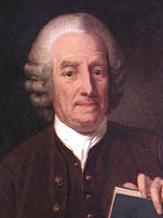
Emanuel Swedenborg († 1772)

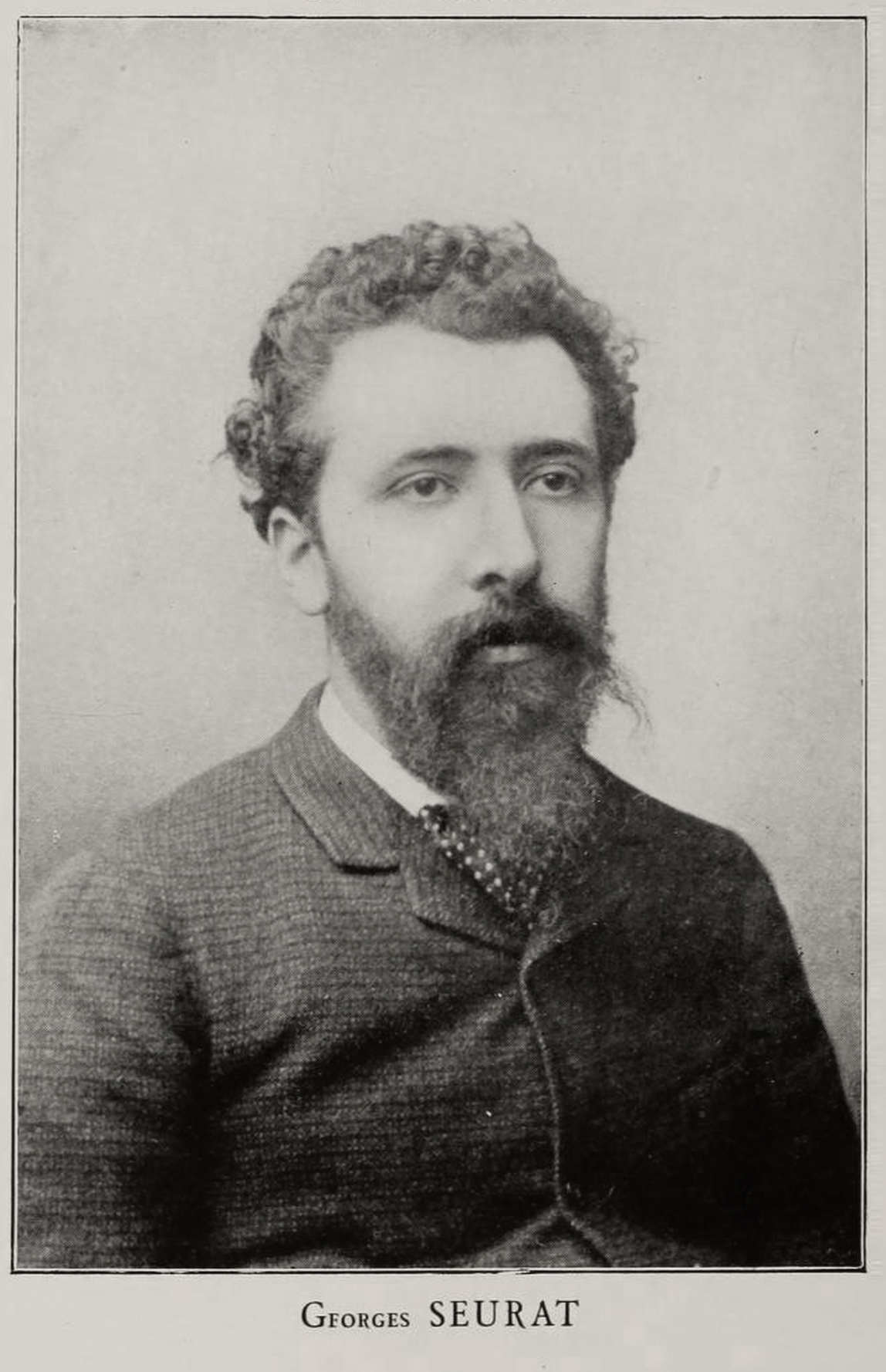
Georges Seurat († 1891)

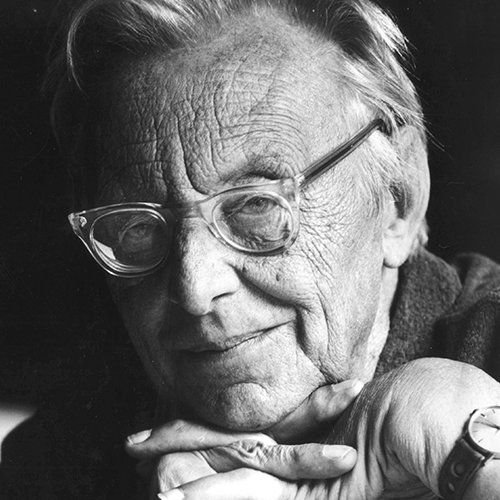
Carl Orff († 1982)

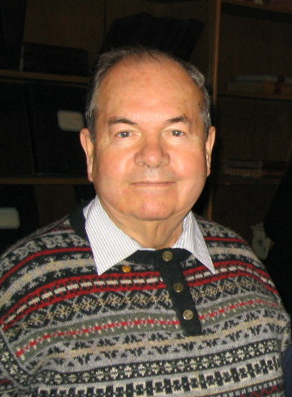
Alexej Abrikosov († 2017)

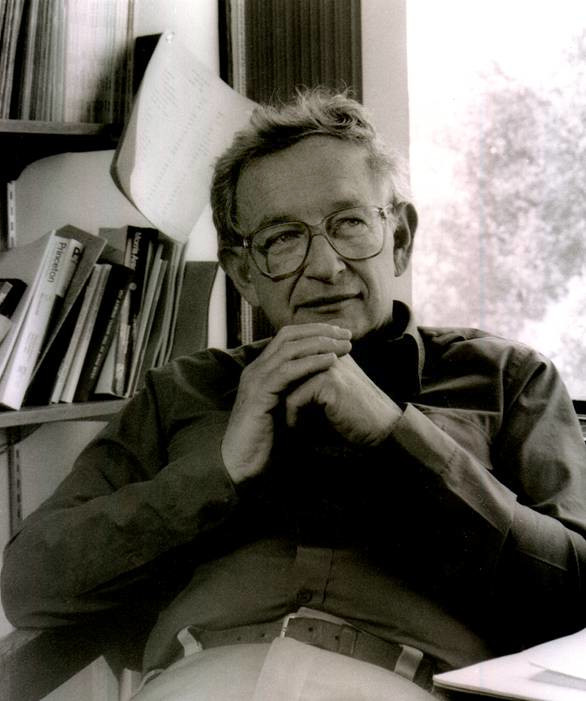
Philip Warren Anderson († 2020)

- 1210 – Fachruddín ar-Rází, perský polyhistor a islámský učenec (* 26. ledna 1150)
- 1382 – Alžběta Namurská, dcera namurského markraběte Jana I. (* 1329/1340)
- 1612 – Anna Kateřina Braniborská, dánská a norská královna (* 26. července 1575)
- 1700 – Giovanni Lorenzo Lulier, italský houslista, violoncellista, trombonista a skladatel (* 1662)
- 1721 – Charles Vane, anglický privatýr (* 1680)
- 1772 – Emanuel Swedenborg, švédský teolog vědec a vynálezce (* 29. ledna 1688)
- 1792 – Gustav III. Švédský, švédský král (* 24. ledna 1746)
- 1803 – Gottfried van Swieten, rakouský diplomat a milovník hudby (* 29. října 1733)
- 1824 – Hans Nielsen Hauge, norský lidový kazatel (* 3. dubna 1771)
- 1847 – Emmanuel de Grouchy, francouzský generál (* 23. října 1766)
- 1848 – John Jacob Astor, americký obchodník a miliardář (* 17. července 1763)
- 1866 – Menachem Mendel Schneersohn, chasidský rabín (* 20. září 1789)
- 1873 – Persida Nenadović, srbská kněžna (* 15. února 1813)
- 1880 – Constantin Hansen, dánský malíř (* 3. listopadu 1804)
- 1881 – Carl Weyprecht, německý geofyzik (* 8. září 1838)
- 1888 – Charles Valentin Alkan, francouzský klavírista a skladatel (* 30. listopadu 1813)
- 1891 – Georges Seurat, francouzský malíř (* 2. prosince 1859)
- 1908 – Grigorij Geršuni, ruský revolucionář (* 29. září 1870)
- 1910 – George Turner, anglický malíř (* 2. dubna 1841)
- 1925 – Bajram Curri, albánský nacionalista (* 16. ledna 1862)
- 1926 – Albert Škarvan, slovenský lékař (* 31. ledna 1869)
- 1931 – Robert Buser, švýcarský botanik (* 6. října 1857)
- 1956 – Alfonso de Borbón y Borbón, španělský infant (* 3. října 1941)
- 1958 – Rajko Nahtigal, slovinský filolog (* 14. dubna 1877)
- 1959 – Barthélemy Boganda, středoafrický politik (* 4. dubna 1910)
- 1970 – Lev Kulešov, sovětský filmař a filmový teoretik (* 13. ledna 1899)
- 1975 – Thomas Green, britský chodec, olympijský vítěz v chůzi na 50 km z roku 1932 (* 30. března 1894)
- 1977 – Eugen Wüster, rakouský jazykovědec (* 10. října 1898)
- 1980
  - William Gemmell Cochran, skotský matematik (* 15. července 1909)
  - Hermann Födisch, německo-český archeolog (* 4. září 1904)
- 1982
  - Walter Hallstein, německý politik (* 17. listopadu 1901)
  - Carl Orff, německý skladatel (* 10. července 1898)
  - Helene Deutschová, americká psychoanalytička (* 9. října 1884)
- 1983 – Ada Blackjack, inuitka, která dva roky žila jako trosečnice na neobydleném Wrangelově ostrově (* 10. května 1898)
- 1985
  - Rae Jenkins, velšský houslista a hudební skladatel (* 19. dubna 1903)
  - Gerhard Stöck, německý olympijský vítěz v hodu oštěpem 1936 (* 28. června 1911)
  - Vlastimil Růžička, cyklista a mistr Československa v cyklokrosu (* 27. února 1925)
- 1989 – Bernard Blier, francouzský herec (* 11. ledna 1916)
- 1992 – John Spencer, 8. hrabě Spencer, britský šlechtic a otec princezny Diany (* 24. ledna 1924)
- 1993 – Štefan Uher, slovenský režisér a scenárista (* 4. června 1930)
- 1994 – Paul Grimault, francouzský animátor a režisér (* 23. března 1905)
- 1995 – Jimmy McShane, severoirský zpěvák (* 23. května 1957)
- 1996 – František Daniel, česko-americký filmař (* 14. dubna 1926)
- 1999 – Lucien Aigner, maďarský fotograf (* 14. srpna 1901)
- 2001 – John Lewis, americký jazzový klavírista (* 3. května 1920)
- 2003 – Carlo Urbani, italský lékař, který identifikoval nemoc SARS (* 19. října 1956)
- 2006 – Don Alias, americký jazzový perkusionista (* 25. prosince 1939)
- 2007 – Tosiwo Nakayama, první prezident státu Mikronésie (* 23. listopadu 1931)
- 2009 – Helen Levitt, americká fotografka (* 31. srpna 1913)
- 2010 – Alan Isler, anglický spisovatel (* 12. září 1934)
- 2011 – José Alencar, brazilský podnikatel a politik (* 17. října 1931)
- 2013 – Alojz Martinček, slovenský fotbalista (* 24. května 1932)
- 2015 – Ivan Niňaj, slovenský športový komentátoř (* 18. července 1954)
- 2017 – Alexej Alexejevič Abrikosov, ruský fyzik, nositel Nobelovy ceny (* 25. června 1928)
- 2019 – Agnès Varda, francouzská fotografka, filmová režisérka a scenáristka (* 30. května 1928)
- 2020
  - Philip Warren Anderson, americký fyzik, nositel Nobelovy ceny za fyziku (* 13. prosince 1923)
  - Jurij Vasiljevič Bondarev, ruský sovětský spisovatel (* 15. března 1924)
  - José Luis Capón, španělský fotbalový obránce a reprezentant (* 6. února 1948)
  - Tomas Oneborg, švédský fotograf (* 28. března 1958)
  - Krzysztof Penderecki, polský hudební skladatel (* 23. listopadu 1933)
- 2024 – Louis Gossett Jr., americký herec (* 27. května 1936)

## Svátky

### Česko
- Taťána, Táňa,
- Slavomil

### Svět
- Slovensko: Miroslav
- Madagaskar: Památka povstání z roku 1947
- Tchaj-wan: Den mládí
- Vietnam: Den veteránů
- US Panenské ostrovy: Transfer Day (je-li pondělí)
- Středoafrická republika: Boganda Day

### Liturgický kalendář
- Blahoslavený Ludolf
- Bertold z Kalábrie

| 29. březen v pražském KlementinuÚdaje jsou platné k 11. 3. 2025. | 29. březen v pražském KlementinuÚdaje jsou platné k 11. 3. 2025. | 29. březen v pražském KlementinuÚdaje jsou platné k 11. 3. 2025. |
| minimum                                                          | denní průměr                                                     | maximum                                                          |
| ---------------------------------------------------------------- | ---------------------------------------------------------------- | ---------------------------------------------------------------- |
| −9,8 °C (1785)                                                   | 7,8 °C (od 1961)                                                 | 22,5 °C (1968)                                                   |